# Swiss Blues Authority
Swiss Blues Authority ist eine 1994 gegründete Schweizer Bluesrock-Band.

## Geschichte
Die Band wurde von ihrem Gitarristen Chris Gora gegründet. Dieser produzierte die bisherigen vier Studio-Alben und fungiert als Leiter der Gruppe. Sie hat ihren Mittelpunkt in Zürich.
Das Album Kind of Blue erschien im Jahr 2000 bei Warner Music Switzerland. Es wurde durch David Richards in den Mountain Studios in Montreux aufgenommen und erreichte Platz 30 der Schweizer Album-Charts.
Polo Hofer war bei den Alben Kind Of Blue, Just Point It, House Of Mojo und Lakeside Hauptsänger. 2020 ersetzte ihn die Sängerin Cat Marlen (Cathrine Marlene Steiner). Das neue Album "Major over Minor" unter Mitwirkung von Gölä, Pepe Lienhard, Marc Amacher, Marc Lynn (Gotthard) und Roger Glover (Deep Purple) erscheint am 17. Juni 2022 anlässlich der Blues & Country Night von Das Zelt.

## Diskografie
- 1994: Swiss Blues Authority (Album)
- 1999: Live at Nelson (Live-Album)
- 2000: Kind of Blue (Album), Platz #30 Schweizer Album-Charts
- 2003: Just Point It (Album)
- 2005: House of Mojo (Album)
- 2022: Major over Minor (Album)
- 2022: I Wont Get Up In The Morning, Swiss Blues Authority feat. Gölä (Single)